# Apacheiulus guadelupensis
Apacheiulus guadelupensis är en mångfotingart som beskrevs av Loomis 1975. Apacheiulus guadelupensis ingår i släktet Apacheiulus och familjen Parajulidae. Inga underarter finns listade i Catalogue of Life.